# Клан Гоум

Гребінь клану Гоум.

Герб вождів клану Гоум.

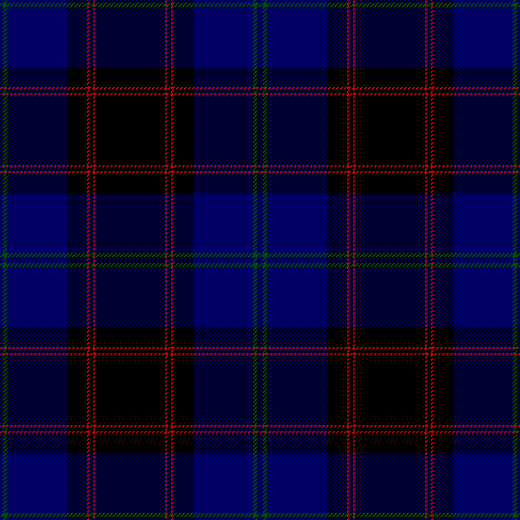
Тартан клану Гоум.

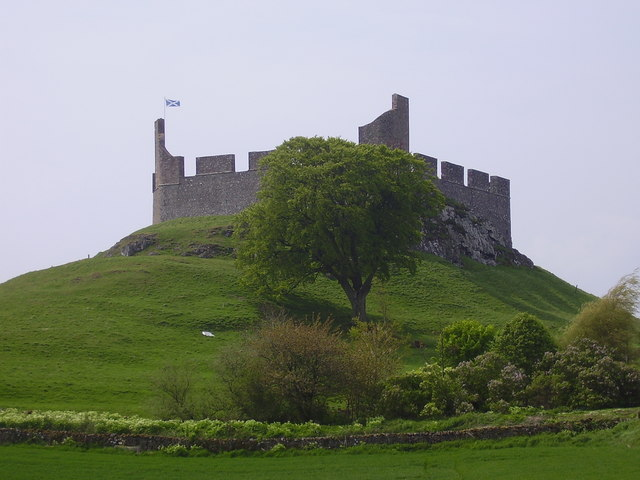
Замок Гоум.

Клан Гоум (англ. Clan Home, Clan Hume, клан Юм, клан Х’юм) — один к кланів рівнинної частини Шотландії - Лоуленду. У свій час клан Гоум був одним з найсильніших кланів в Шотландському Прикордонні.
Гасло клану: True to the End — Правда до кінця.
Слоган клану: A Home, A Home, A Home — Дім, дім, дім.
Землі клану: Бревікшир (шотл. - Berwickshire)
Символ клану: гілка рослини Жарнівця вінникового (Cytisus scoparius)
Вождь клану: Девід Гоум - лорд і граф Гоум, лорд і граф Дуугласс, барон Дуглас.
Резиденція вождя клану: Замок Гірсел
Історична резиденція вождя клану: Замок Гоум, замок Фаст

## Історія клану Гоум

### Походження клану Гоум
Засновником клану Гоум вважається Вільям Гоум - син Патріка - графа Данбар, що придбав землі Гоум та Грінлоу в Бервікширі. Гербом Вільяма Гоума був срібний лев Данбар на зеленому полі замість червоного поля у графів Данбар, ця зміна відображала володіння землями Грінлоу (Зелена Долина). Назва клану Гоум походить від земель Гоум. Ці землі колись успадкувала Ада - дочка Патріка Данбара - V Данбар, що отримав ці землі як придане від своєї жінки, яку теж звали Ада - незаконнонародженої дочки короля Шотландії Вільяма І Лева. Ада вийшла заміж за Куртені, що отримав ці землі від її батька. Куртені помер бездітним, і тоді Ада вийшла заміж за свого кузена Вільяма, що взяв як прізвище назву земель своєї дружини.
У XIV столітті в часи правління короля Роберта III нащадок Вільяма - вождь клану Гоум сер Томас де Гоум одружився з Ніколь Пепді (шотл. - Nichola) - спадкоємицею клану Пепді Дунгласс. Внаслідок цього шлюбу клан Гоум придбав землі і маєток Дунгласс у Бервікширі, де клан Гоум збудував монастир та церкву Дунгласс, що збереглись до сьогодні. Відтоді вождь клану Гоум включив у свій герб елементи герба вождів клану Пепді - зелених папуг на білому фоні. Це найбільш ранній приклад поєднання елементів гербів у шотландській геральдиці.
Сер Томас та Нікола мали трьох синів: Олександра, що став вождем клану Гоум, Девіда, що заснував молодшу гілку клану - гілку Веддербурн, став І Х’юмом Веддербурн, був предком графів Марчмонт, Патріка, що став відомий як Патрік Х’юм Рутберн.

### XV століття
У 1402 році сер Олександр Гоум - вождь клану Гоум і Дунгласс потрапив в полон під час битви під Гомілдон. Пізніше він разом з графом Дуглас прибув до Франції і був вбитий у битві у 1424 році. Більшість септ клану Гоум утворилися від синів Олександра Гоума. У 1473 році правнук Олександра Гоума отримав титул лорда Гоум та лорда парламенту Шотландії, а також отримав титули Великий Чемберлен Шотландії, Страж Походів. Він приєднався до принца Джеймса, коли він повстав проти свого батька - короля Джеймса III, відіграв вирішальну роль у битві під Саухібурн під час якої король загинув.

### XVI століття
У 1513 році III лорд Гоум і його клан сформували частину армії, яку зібрав король Шотландії Яків IV для походу в Англію. Лорд Гоум очолив шотландських лицарів і авангард шотландської армії під час битви під Флодден. Йому пощастило - він лишився живий, тоді як дуже багато людей з клану Гоум загинули. Він подім був призначений радником регента королеви. В результаті його перебування на цій посаді частина майна потім була конфіскована у нього і передана герцогу Олбані. Лорд Гоум був заарештований і звинувачений у зраді і змові з англійцями і страчений разом зі своїм братом у жовтні 1516 року. Їх голови виставили на загальний огляд в Единбурзі в Толбут.
Титул вождя клану Гоум та маєтки були потім провернені його братові Джорджу Гоум. Джордж Гоум брав участь у чисельних сутичках з англійцями на кордоні. Під час однієї з сутичок його скинув кінь і він помер від отриманих ран напередодні битви під Пінкі Клев у 1547 році. Землі клану Гоум були захоплені англійцями, але син лорда Гоум - V лорд Гоум повернув їх у 1549 році. Він також підтримав шотландську Реформацію і був депутатом парламенту в 1560 році, що прийняв протестантське віросповідання.
Під час правління королеви Марії Стюарт клан Гоум кілька разів переходив з одної сторони на іншу. Лорд Гоум підтримав шлюб графа Ботвелла та Марії Стюарт, але потім він повів своїх людей на битву під Лангсайд проти королеви. Потім він був заарештований і звинувачений у зраді короля Шотландії Джеймса VI. Він був звільнений з тюрми тільки тоді, коли його здоров’я сильно похитнулося. Він помер через кілька днів після звільнення. Його син Олександр Гоум - VI лорд Гоум був фаворитом короля Джеймса VI і все життя був у близькому оточенні короля.

### XVII століття
Коли король Шотландії Джеймс VI вирушив до Англії, щоб стати королем одночасно і Англії і Шотландії у 1603 році і стати королем Англії Джеймсом (Якобом) І, він зупинився в Дунгласс у лорда Гоум, що потім супроводжував його в Лондон. Вождь клану Гоум отримав титул графа Гоум у 1605 році.
III граф Гоум був переконаним прихильником короля Карла I. У 1648 році він був полковником піхотного полку Бервікшір. У 1650 році, коли Олівер Кромвель вдерся до Шотландії, він обороняв замок, що потім був захоплений прихильниками влади парламенту і зроблений базою головного гарнізону військ парламенту.

### XVIII століття
У 1715 році в Шотландії спалахнуло повстання якобітів. Клан Гоум підтримав повстання. VII граф Гоум був заарештований і кинутий у в’язницю в Единбурзькому замку. Його маєтки та маєтки його брата Джеймса Гоума Ейтона були конфісковані за участь у повстанні.
VIII граф Гоум під час чергового повстання якобітів у 1745 році не підтримав повстанців. Більше того, він підтримав британський уряд. Він воював під проводом сера Джона Коупа Данбара, брав участь у битві під Престонпанс. Граф Гоум дослужився до звання генерал-лейтенанта і був призначений губернатором Гібралтару, де і помер у 1761 році.
Генрі Гоум — лорд Камес був видатним юристом, що опублікував кілька важливих робіт з юриспруденції, низка законів, які він розробив досі виконуються і цінуються.  Британський філософ Девід Юм був теж з клану Гоум. Він є одним з найвідоміших філософів XVIII століття.

### XIX століття
Завдяки шлюбу зі спадкоємицею володінь графа Дугласа клан Гоум отримав землі Дугласа, Босуела і низку маєтків в Ангусі. Але вождь клану Гоум не міг бути одночасно і вождем клану Дуглас, тому в 1875 році XI граф Гоум (Юм) отримав титул барона Дуглас.

### XX століття
Досить відомою подією стала відмова XIV графа Гоум - Алека Дуглас-Гоума від спадкового титулу пера. Це він зробив для того, щоб стати прем’єр-міністром Великої Британії. Прете його нащадки можуть відновити собі цей титул. Брат прем'єр-міністра - Вільям Дуглас-Х'юм був відомим письменником та правозахисником.

## Вождь клану Гоум
Сьогодні вождем клану Гоум є високоповажний Девід Гоум - граф і лорд Гоум, лорд Дунгласс, барон Дуглас. Попереднім вождем клану був його батько - XIV граф Гоум, більш відомий як Алек Дуглас-Х’юм, що був прем'єр-міністром Великої Британії у 1963 - 1964 роках і був відомим політиком з 1930 по 1970 рік.

## Замки клану Гоум
- Замок Х’юм (шотл. - Hume Castle)  - був резиденцією вождів клану Гоум та графів Гоум.
- Замок Гірсел (шотл. - The Hirsel) - нинішня резиденція графів Гоум.
- Замок Маршмонт-Хаус (шотл. - Marchmont House) - у Бервікширі.
- Замок Фаст (шотл. - Fast Castle) - у Бервікширі.
- Замок Веддербурн (шотл. - Wedderburn Castle) - у Бервікширі, резиденція вождів септи Гоум Веддербурн.
- Замок Пакстон-Хауз (шотл. - Paxton House) - у Бервікширі.
- Замок Хаттон (шотл. - Hutton Castle) - у Бевікширі.
- Замок Ейтон (шотл. - Ayton Castle) - у Бервікширі.
- Замок Дангласс (шотл. - Dunglass Castle) - у східному Лотіані.
- Замок Мандерстон (шотл. - Manderston) - у Бервікширі.
- Замок Блекаддер-Хаус (шотл. - Blackadder House) - у Бервікширі.
- Замок Кіммергейм-Хаус (шотл. - Kimmerghame House) -у Бервікширі.
- Замок Редбрейс (шотл. - Redbraes Castle) - у Бервікширі.
- Замок Бассенден-Хаус (шотл. - Bassendean House) — у Бервікширі.